# Zschampert

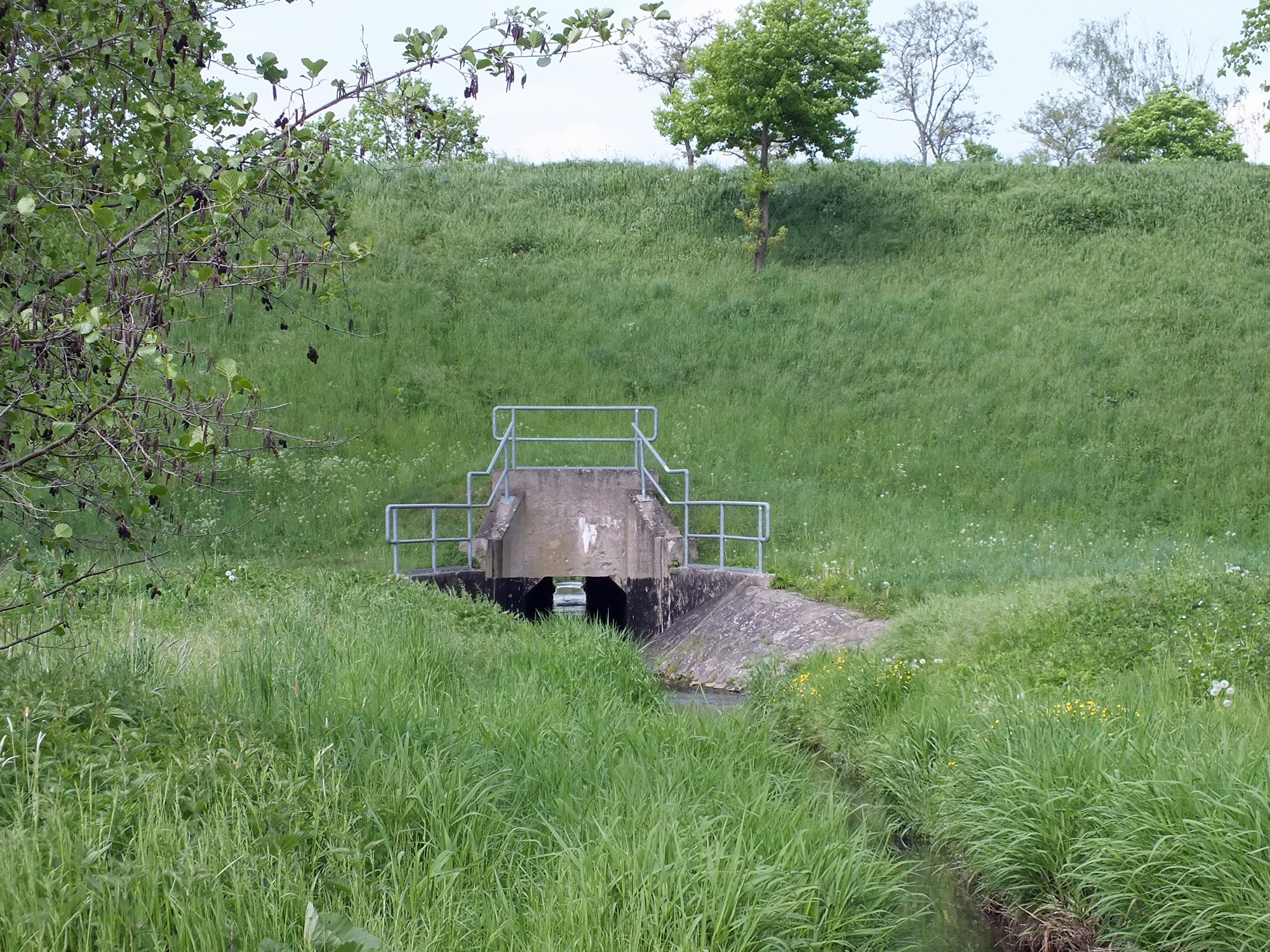
Die Zschampert-Unterführung unter dem Elster-Saale-Kanal (Eingang)

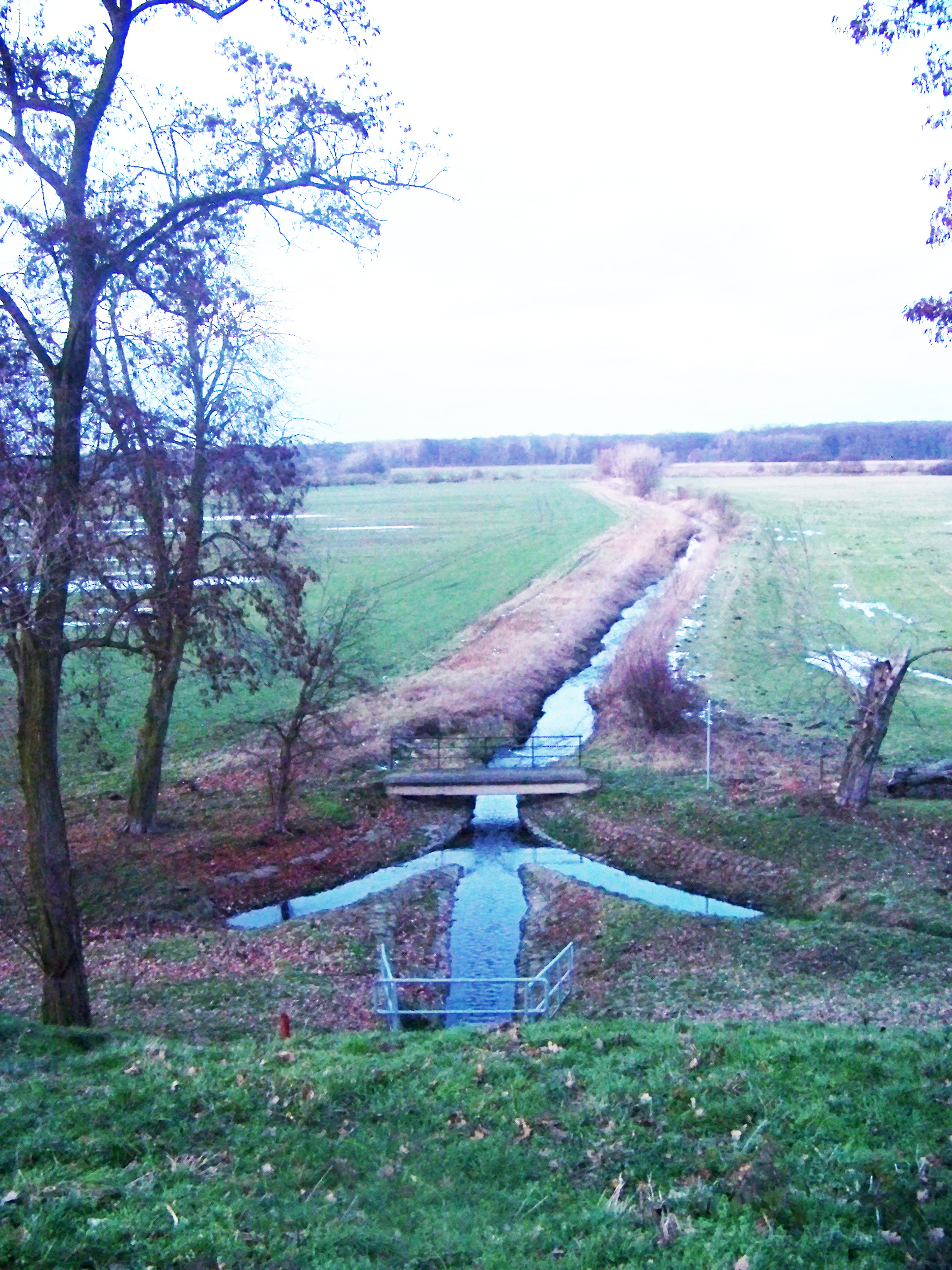
Zschampert vom Damm des Elster-Saale-Kanals aus gesehen (nach der Unterquerung)

Der Bach Zschampert ist ein linksseitiger Zufluss der Luppe. Er fließt durch den Leipziger Stadtteil Miltitz und erhält heute sein Wasser vor allem aus dem Kulkwitzer See, da sein Oberlauf zwischen Seebenisch und Knautnaundorf ausgetrocknet ist.
Seine Mündung wurde mehrfach auf andere Flusskilometer der ursprünglichen Luppe verlegt, ca. 1940 durch Kiesabbau und Neugestaltung des Mündungsbereichs mit Restsee, ab 1970 in die Alte Luppe und erneut zwischen 2023 und 2025 in das Luppewildbett bei Kleinliebenau, ca. 320 m flussaufwärts der ursprünglichen Mündung.

## Verlauf
Von Miltitz aus fließt der Zschampert an Lindennaundorf und Rückmarsdorf vorbei und bildet über weite Strecken die Stadtgrenze zwischen Leipzig und Markranstädt bzw. Leipzig und Schkeuditz. Zwischen Rückmarsdorf und Burghausen unterquert er den Elster-Saale-Kanal in einem 100 m langen Tunnel, der etwa sieben Meter unterhalb des Wasserspiegels im Kanal liegt.

### Unterlauf zwischen 1970 und 2025
Wegen Geländeabsenkungen im Unterlauf infolge des Tagebauaufschlusses Merseburg-Ost wurde circa 1970 ein etwa 740 m langer Ersatzlauf künstlich angelegt, der von einer Stelle ⊙, ca. 1 km nördlich des Elster-Saale-Kanals und 560 m nördlich der ehemaligen Bahnstrecke Merseburg–Leipzig-Leutzsch, gering verschwungen nach Norden in die Alte Luppe führt, bei ⊙. Dieser Stich verläuft im Domholz und im Kanitzsch (Leipziger Auenwald) und wurde auch als Neuer Zschampert bezeichnet. Im Zuge der Revitalisierung wurde er in einen Abschlaggraben umgewandelt. Die Mündungsstelle liegt bezogen auf die ursprüngliche Luppe etwa 7 km flussaufwärts (Luftlinie 3,8 km östlich) der ursprünglichen Zschampertmündung bei ⊙.

### Ursprünglicher Unterlauf
Die ursprüngliche Mündung bestand noch nach Fertigstellung der A 9 und des in den 1940er Jahren kleineren Autobahnsees zwischen A 9 und Kleinliebenau fort. Bis zur Begradigung und Abkürzung 1970 erfuhr der Unterlauf des Zschampert, der linksufrig parallel zur Luppe nach Westen floss, mehrfach Veränderungen. Nach Vergrößerung des Autobahnsees wurde dieser nicht mehr um- sondern durchflossen. Mit dem Bau des Hochwasserschutzdeichs nördlich von Kleinliebenau wurde das Altbett geteilt. Mehrere Abschlaggräben, die in das Luppewildbett entwässern, wurden verändert oder entstanden neu, so jener parallel der Nessellacher Linie, der unmittelbar westlich der Unterquerung der Dölitzer Straße, B 186, beginnt und unterhalb des Wehrs Kleinliebenau II mündet ⊙.
Der verbliebene Altarm war bis zu den ab 2019 begonnenen Revitalisierungen regelmäßig ausgetrocknet, wie auch oftmals der Zschampert selbst während der Sommermonate.

### Augraben
Der westlich von Kleinliebenau fließende Augraben ist ebenfalls ein ehemaliger Nebenarm des Zschampert. Er wird auch heute noch als Zschampert bezeichnet. Der gebräuchliche Name Augraben ist seit 1940 nachgewiesen. Der Augraben wird heute durch die Entwässerungsgräben westlich des neuen Zschampert gespeist und mündet bei Dölkau, einem Ortsteil von Leuna nahe Zweimen, in die Luppe.

### Unterlauf nach 2025
Im Zuge von Revitalisierungsmaßnahmen wurde der Unterlauf weitgehend unter Nutzung des Altbetts wiederhergestellt, wobei nördlich des Hochwasserschutzdeichs bei Kleinliebenau ein ca. 500 m langer Abschnitt überwiegend neu modelliert wurde, einschließlich neuer Mündungsstelle in das Luppewildbett. Der gesamte Unterlauf liegt somit deichkreuzungsfrei zwischen dem Damm der Neuen Luppe und dem Schutzdeich, der im Osten Kleinliebenaus die B 186 quert und darauf östlich straßenbegleitend bis zum Alten Bahnhof Dölzig führt.

## Ökologie
Bis in die 1990er Jahre glich der Zschampert vor allem in Miltitz eher einem Abwasserkanal als einem Fluss. Hauptursachen waren Abwässer aus einem Chemiewerk und den nahegelegenen Wohngebieten. Im Gewässer sind zuletzt, mit Stand 2021, normüberschreitende Werte für bromierte Diphenylether, Quecksilber, Quecksilberverbindungen und das Insektizid Imidacloprid nachgewiesen worden.
Im Rahmen des Projekts Lebendige Luppe wurde der historische Gewässerverlauf des Zschamperts von 2019 bis 2025 revitalisiert. Die Planungsarbeiten dafür liefen seit 2019. Das Gewässer wurde ab dem Elster-Saale-Kanal in mehrere Bauabschnitte unterteilt, mit unterschiedlicher Zielsetzung. Der verkürzende Durchstich zur Alten Luppe aus den 1970er Jahren besteht als Abschlaggraben für Hochwasserereignisse fort. Bei Normalwasser fließt der Zschampert ab Grünem Winkel mit abrupter Richtungsänderung wieder nach Westen in sein historisches Bett, der südlichen Grenze des Domholzes folgend.
Das insgesamt flachere und breitere Gewässerbett verjüngt sich an diesem Knick von durchschnittlich 5 bis 10 Metern Breite auf 2 bis 5 Meter. Zwischenzeitlich auftretende Abflüsse größer als 0,1 m³/s entwässern mit beabsichtigten Uferübertretungen direkt in die angrenzenden Waldflächen und dienen so der Vernässung des Auwalds.
Mit dem westlich anknüpfenden Verlauf durch die Wälder Grünitz, durch den auch die B 186 führt, und den Kähling verlängert sich die bisherige Fließstrecke ab Elster-Saale-Kanal von 2 auf 6,5 Kilometer. Nach einer Modellrechnung werden bei Hochwassern mit einer statistischen Eintrittswahrscheinlichkeit von 5 Jahren 55,1 ha Fläche überflutet, davon 43,9 ha Waldfläche, die größtenteils auf das südliche Domholz und ganzflächig auf den Grünitz entfallen. In geringerem Maße betrifft dies auch den Kähling.

### Kritik
Kritiker bewerten die Maßnahmen als unzureichend. Die betroffenen Flächen stünden in disproportionalem Verhältnis zur Auengesamtgröße. Die im Zuge der Industrialisierung baulich mit Orientierung am Hochwasserschutz stark veränderten Gewässerkörper im Leipziger Gewässerknoten führten auch weiterhin dazu, dass der Auwald bei Hochwassern nicht flächenwirksam durchströmt, sondern umflossen werde. Die Umgestaltungen am Zschampert und ähnliche seien für die Herstellung einer Auendynamik zu kleinräumig. Die Bemühungen müssten auch die baulich veränderten und regulierten Mittelläufe von Pleiße und Weißer Elster abseits von Leipzig erfassen, um wirksam zu sein.